# Angelo Chiappe
Pour les autres membres de la famille, voir famille Chiappe.
Ne doit pas être confondu avec Ange Chiappe.
Ange, dit Angelo Chiappe, né le 25 juillet 1889 à Ajaccio et mort le 23 janvier 1945 à Nîmes, est un haut fonctionnaire français.
Plusieurs fois préfet, relais zélé de la politique du régime de Vichy dans les territoires dont il a la charge, il est fusillé à la Libération de la France pour collaboration.

## Biographie

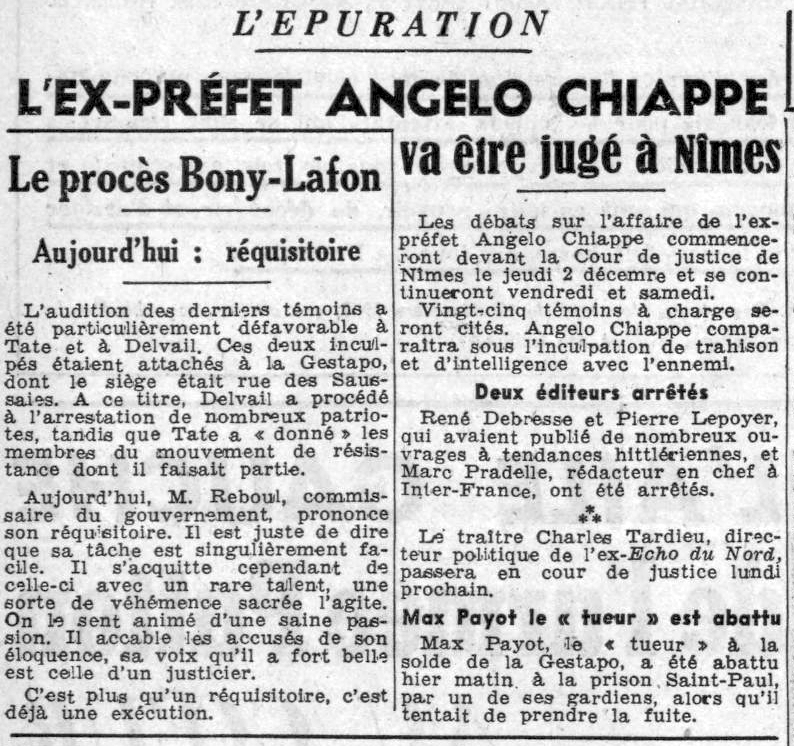
Le quotidien communiste Ce soir du 10 décembre 1944 aborde simultanément le procès de l'ex-inspecteur Pierre Bonny et d'Angelo Chiappe, frère de l'ex-préfet de Police Jean Chiappe, qui fut l'ennemi principal du premier. Tous deux sont jugés pour des faits de collaboration.

Ange Marie Pascal Eugène Aurel Chiappe est le fils de Jérôme Chiappe, fonctionnaire au ministère de la Justice, et de Marie-Catherine Rocca-Serra. Il est le frère de Jean Chiappe (1878-1940), préfet de Police de Paris. Son fils est l’historien Jean-François Chiappe (1931-2001).
Proche initialement du Parti radical et radical-socialiste, participant à leur congrès en 1919, il s'est rapproché progressivement de la droite puis de l’extrême droite et de l’Action française.
Après avoir été chef de cabinet du préfet de la Somme et sous-préfet à Issoudun, il occupe successivement des fonctions préfectorales en Ardèche de 1928 à 1931, dans l’Aisne jusqu’en 1936,. Le 13 février 1936, il participe à un long cortège, constitué en bonne partie de militants de droite, d’extrême droite et de l’Action française, lors des obsèques de Jacques Bainville. La même année 1936, il est muté par le nouveau ministre de l'Intérieur Roger Salengro et devient préfet de la Manche. Il est à nouveau muté en 1939 et est nommé préfet des Basses-Pyrénées. Il y assume la responsabilité du camp de Gurs, camp de rétention pour les anciens combattants républicains de la guerre civile espagnole après la prise de pouvoir du général Franco, puis au début de la Seconde Guerre mondiale, pour y interner des citoyens étrangers ressortissants des pays en guerre contre la France ainsi que des militants français du Parti communiste favorables au pacte germano-soviétique. Il fait en revanche libérer quelques militants d’extrême droite, qu'avait fait arrêter Georges Mandel, dont Charles Lesca et Alain Laubreaux, journalistes de l'hebdomadaire Je suis partout. « Gurs, une drôle de syllabe, comme un sanglot, qui ne sort pas de la gorge », écrira Louis Aragon.
Le maréchal Pétain devient chef de l'État français le 11 juillet 1940. Le 17 septembre 1940, Marcel Peyrouton, qui vient de succéder à Adrien Marquet comme ministre de l'Intérieur, procède à un profond renouvellement du corps préfectoral et à des mouvements des préfets restés en place. Angelo Chiappe est « bien en cour », et est nommé préfet du Gard (en zone libre) à Nîmes le 25 septembre 1940. Presque un mois plus tard se déroule l'entrevue de Montoire, qui marque le début de la politique de collaboration du régime de Vichy. Pendant l’Occupation, il appuie la politique de collaboration et participe à la chasse aux résistants et aux communistes. Pourtant, il fournit un emploi, en dépit des lois raciales, à Pierre-Jérôme Ullmann, fils de Lisette de Brinon (épouse de Fernand de Brinon, ambassadeur du gouvernement de Vichy auprès des autorités d'occupation allemandes à Paris) et frère de Bernard Ullmann qu’il accueille à sa table. Il procède à la dissolution de 63 conseils municipaux, en particulier dans les principales villes, Nîmes, mais aussi Beaucaire, Alès, Bessèges, La Grand-Combe, et se montre un actif partisan de la Révolution nationale,. En 1942, il révoque le maire de Bagnols, Ernest Euzéby, qui avait refusé d'enlever du fronton de sa mairie le buste de Marianne. 
Le 6 février 1944, il prend ses fonctions comme préfet du Loiret et préfet régional d’Orléans, son secrétaire général est Michel Junot. Précédé d'une « très fâcheuse réputation », Il est considéré comme un représentant du « Vichy policier » et, d'après Georges Hilaire, il doit sa promotion aux SS, qui auraient même souhaité le voir nommer à Marseille. Alors qu'il est en fonction, en avril 1944, la Milice s'installe à Orléans, provoquant de nombreux incidents avec la population. Il reçoit d'ailleurs, le 23 avril, Joseph Darnand et Philippe Henriot. Le 7 mai 1944, il accueille le maréchal Pétain, de passage à Orléans, devant une foule considérable.
Après les bombardements opérés par les Alliés sur Orléans le 23 mai, il met sa famille à l'abri à quelques kilomètres de là, à Sandillon. Chiappe lui-même se place sous la protection de l'intendant de police. Lors de la Libération, face à l'avancée des troupes américaines, le préfet devient invisible à partir de début août, quitte une première fois Orléans le 8 août 1944, revient chercher des affaires personnelles le 9 et prend ensuite la route pour Montargis. Il est arrêté à Paris en août 1944. Il est réclamé à Nîmes où les  FTP contrôlent la ville. Il est jugé pour ses activités collaborationnistes et son zèle dans l'application du service du travail obligatoire (STO). Il demande en vain à l'ancien président Albert Lebrun de lui éviter une condamnation. Condamné à mort de manière expéditive, il est fusillé le 23 janvier 1945 devant les arènes.

## Décorations
- Officier de la Légion d'honneur (1935)
- Titulaire de l'ordre de la Francisque[26]